# Корякино (Ненашкинское сельское поселение)
Корякино — деревня в Клепиковском районе Рязанской области. Входит в состав Ненашкинского сельского поселения.

## География
Находится в северной части Рязанской области на расстоянии приблизительно 5 км на север по прямой от районного центра города Спас-Клепики.

## История
В 1859 году здесь (тогда деревня Рязанского уезда Рязанской губернии) было учтено 24 двора, в 1897 — 30.
Поселение состоит из двух исторических деревень: Карякина и Маркова.

## Население
Численность населения: 182 человека (1859 год), 174 (1897), 16 в 2002 году (русские 100 %), 10 в 2010.